# Voorhuid van Jezus

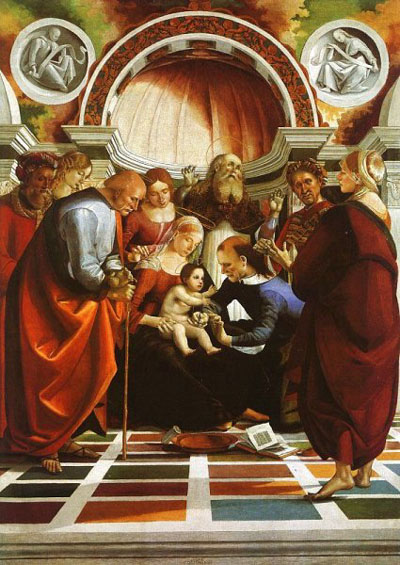
Besnijding van Jezus door Luca Signorelli rond 1500

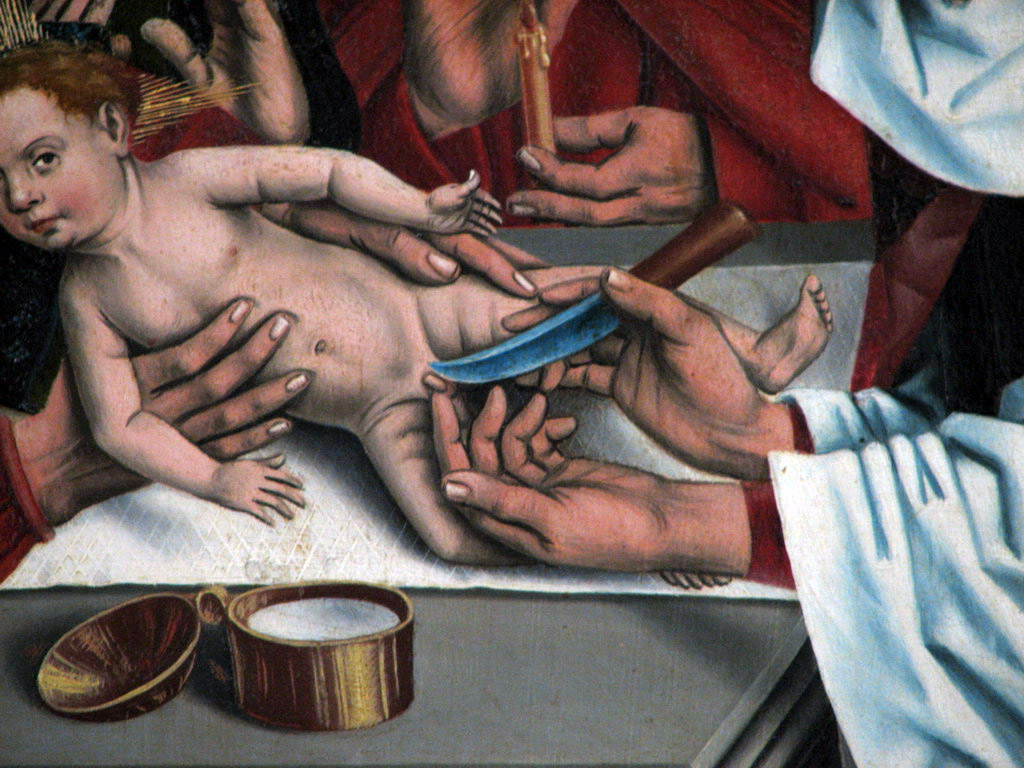
Besnijding van Jezus door Friedrich Herlin uit 1466

De voorhuid van Jezus, ook wel praeputium Domini ("voorhuid van de Heer") of "heilige voorhuid", is een relikwie van de voorhuid van Jezus, die binnen de Rooms-Katholieke Kerk verering geniet. Het weggesneden stukje huid zou als enige lichaamsdeel van Jezus zijn bewaard, aangezien volgens de christelijke theologie met zijn hemelvaart zijn lichaam naar de hemel opsteeg, en was volgens degenen die in Jezus' goddelijkheid geloven een belangwekkend maar raadselachtig object.

## Herkomst van de legende
In het Nieuwe Testament staat dat Jezus op de dag waarop hij volgens de instructies in de joodse wet besneden zou moeten worden (acht dagen na zijn geboorte), zijn naam Jezus kreeg (Lucas 2:21). Hoewel dit niet wordt gezegd in de Bijbel, wordt over het algemeen ook aangenomen dat hij op die dag besneden werd. Dit wordt in enkele christelijke Kerken op 1 januari herdacht als de Besnijdenis van de Heer (Circumcisio Domini).
Volgens het apocriefe Arabisch kindsheidsevangelie werd Jezus in een grot besneden. De vroedvrouw stopte de voorhuid vervolgens in een albasten kruik die gevuld was met nardusolie. De vroedvrouw gaf de kan vervolgens aan haar zoon en droeg hem op deze goed te bewaren en nooit te verkopen - zelfs niet indien iemand "er driehonderd dinar voor zou bieden". Volgens de overlevering was de kruik met de geconserveerde voorhuid later in het bezit van Maria Magdalena.

## Latere overleveringen
Een legende verhaalt dat een engel in de late achtste eeuw het praeputium Domini aan de in een Heilig Grafkapel biddende Karel de Grote overhandigde. Paus Leo III bracht de door de Frankische heerser tijdens diens kroning tot keizer op 25 december van het jaar 800 aan de kerk geschonken voorhuid onder in het Sancta Sanctorum van het Lateraans Paleis in Rome (volgens andere bronnen in de kerk van Sint-Jan van Lateranen). De relikwie zou na de Plundering van Rome (1527) door Duitse huursoldaten aan de kerk van Calcata zijn geschonken, een dorpje ten noorden van Rome. De relikwie is in 1983 verdwenen. Er ontstonden allerlei geruchten wie achter de diefstal zat, waarbij ook het Vaticaan als verdachte werd genoemd. Sindsdien vindt de jaarlijkse processie op nieuwjaarsdag geen doorgang meer.

## De voorhuid als relikwie
Er zijn bijna twintig kerken in Europa die de heilige voorhuid, of een deel van de voorhuid, als relikwie bewaren. In de middeleeuwen was de voorhuid in de belevenis van de christenen een belangrijk religieus object. Nonnen hebben geschreven over visioenen waarin de heilige voorhuid een rol speelde.
In de middeleeuwen was het bezit van relikwieën, hoe ongeloofwaardig hun herkomst ook was, economisch en politiek belangrijk voor kerken en machthebbers. Achttien kerken in Europa maakten bekend dat zij de heilige voorhuid in bezit hadden. Het praeputium Domini werd vereerd in Chartres, Coulombs, Besançon, Metz, Charroux, Conques, Langres, Fécamp, Puy-en-Velay, Vebret, Calcata, Hildesheim en in Santiago de Compostela.
De Weense non Agnes Blannbekin vertelde rond het jaar 1300 dat zij tijdens het bewenen van Christus diens voorhuid negenennegentig maal op haar tong voelde. De heilig verklaarde Catharina van Siena (1347-1380), die zich veel bezighield met bruidsmystiek, droeg de voorhuid van Christus om haar vinger. Zij kon de voorhuid zien maar voor anderen was het onzichtbaar. Na haar dood werd haar afgehakte ringvinger met de voor de gelovigen onzichtbare ring vereerd als relikwie. Verschillende gelovigen hebben later beweerd het sieraad in een visioen te hebben gezien.
Ook de Onze-Lieve-Vrouwekathedraal in Antwerpen beweerde, als enige in de Nederlanden, de relikwie te bezitten. Deze was door Godfried van Bouillon, stichter van het Antwerpse kapittel, weldoener van de kerk en haar kanunniken, van een kruistocht meegenomen. Er werd om de reliekhouder met de heilige voorhuid aan de stad te tonen geregeld een processie gehouden. Tijdens de beeldenstorm in 1566 zijn veel kerkschatten en relikwieën vernield of weggemaakt. Sinds de contrareformatie wordt de ooit zo belangwekkende relikwie in Antwerpen niet meer vermeld. De naam van de vroegere Besnijdeniskapel in de Onze-Lieve-Vrouwekathedraal werd gewijzigd in Sint-Antoniuskapel. 

## Theologie
De gedachte dat Christus' verminkte lichaam inclusief de voorhuid dankzij goddelijke interventie hersteld zou zijn tijdens de opstanding, is sinds de vierde eeuw deel van de geloofsleer. De Spaanse theoloog Francisco Suárez (1548-1617) stelde dat de voorhuid van Christus in de hemel weer hersteld is om Christus weer volmaakt te maken. De voorhuid zou ook deel uitmaken van het lichaam van de verrezen Christus die in de verschijningsvorm van de hostie, volgens de kerken het lichaam van Christus, materialiseert. Volgens de zeventiende-eeuwse Griekse theoloog Leo Allatius was logischerwijze ook het praeputium Domini met het aan het kruis gestorven lichaam ten hemel gestegen. Allatius vereenzelvigde de voorhuid met de in die tijd ontdekte ring van de planeet Saturnus.
De belangstelling van nonnen voor de heilige voorhuid wordt verklaard uit het mystieke huwelijk dat de "bruiden van Christus" bij hun intrede in het klooster sloten. De heilige voorhuid werd daarbij een soort fetisj of amulet waarvan een aantal nonnen meenden dat ze hem daadwerkelijk bezaten.
In reactie op de gedachte dat Jezus' voorhuid het enige deel van zijn lichaam was dat niet opgenomen werd in de hemel, wordt soms gespeculeerd over door hem op aarde achtergelaten melktanden, haren, nagels en het door hem vergoten bloed.